# Lac Lower Ottoway
Le lac Lower Ottoway (en anglais : Lower Ottoway Lake) est un lac américain dans le comté de Madera, en Californie. Il est situé à 2 946 mètres d'altitude au sein de la Yosemite Wilderness, dans le parc national de Yosemite.